# Diga di Yahagi
La diga di Yahagi (矢作ダム?, Yahagi damu) è una diga vicino alla città di Toyota, prefettura di Aichi, in Giappone.

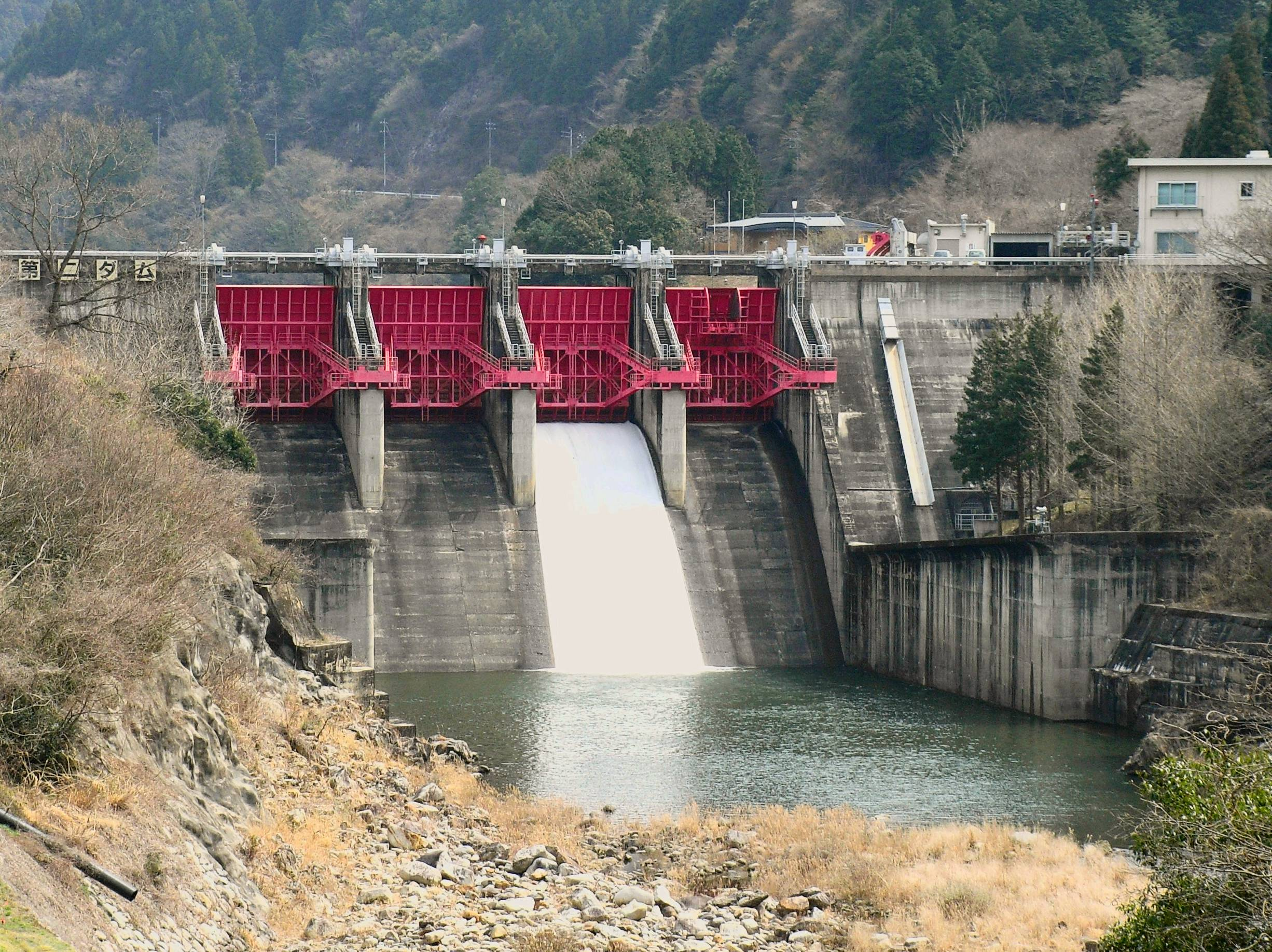
Yahagi II